# ناحیه بسمر، میشیگان
ناحیه بسمر (به انگلیسی: Bessemer Township) یک منطقهٔ مسکونی در ایالات متحده آمریکا است که در شهرستان گوگبیک، میشیگان واقع شده‌است.
 ناحیه بسمر ۲۹۸٫۹ کیلومتر مربع مساحت و ۱,۱۷۶ نفر جمعیت دارد و ۴۷۲ متر بالاتر از سطح دریا واقع شده‌است.